# Amandine Pavet
Amandine Pavet, née le 16 septembre 1988, est une femme politique belge, membre du Parti du travail de Belgique (PTB).

## Biographie
Amandine Pavet nait le 16 septembre 1988.
Elle a fait des études d’art à La Louvière et à continuer ses études à Bruxelles en graphisme, elle s'engage en politique pendant ses études.
Elle réside à Écaussinnes et est graphiste à Namur.
Lors des élections régionales de 2019, elle est élue députée au Parlement wallon et au Parlement de la Communauté française de Belgique.
Elle est réélue lors des élections régionales de 2024.
Le 11 septembre 2024, elle est désignée comme nouvelle cheffe de groupe PTB au Parlement de la Communauté française de Belgique.

## Prises de position
En mars 2023, au Parlement de la Fédération Wallonie-Bruxelles, Amandine Pavet dénonce la réduction de 75% des subsides au projet pilote "Centre de Référence et d’Intervention Harcèlement" par la ministre Caroline Désir.